# Chiesa di San Martino Vescovo (Savogna d'Isonzo)
La chiesa di San Martino Vescovo è la parrocchiale di Savogna d'Isonzo, in provincia ed arcidiocesi di Gorizia; fa parte del decanato di Sant'Andrea di Gorizia.

## Storia
Si sa che a Savogna d'Isonzo fu edificata una chiesa dedicata a San Martino di Tours nel 1756. Di questo edificio, praticamente distrutto durante la prima guerra mondiale, rimase in piedi il presbiterio, attualmente inglobato nella nuova chiesa, edificata nel 1927.

## Descrizione

### Interno
All'interno della parrocchiale è conservata una pala d'altare datata 1930 raffigurante San Martino e il povero. Sugli altari laterali si possono ammirare delle statue in legno raffiguranti San Giuseppe e la Beata Vergine del Rosario, opere di Goffredo Moroder risalenti agli anni venti.
Sul soffitto della navata si trova un affresco raffigurante i Santi Anna, Caterina, Stanislao, Carlo e Giovanni.